# 60 Cancri
60 Cancri, som är stjärnans Flamsteed-beteckning, är en ensam stjärna, belägen i den södra delen av stjärnbilden Kräftan. Den har en skenbar magnitud av ca 5,44 och är svagt synlig för blotta ögat där ljusföroreningar ej förekommer. Baserat på parallax enligt Gaia Data Release 2 på ca 3,9 mas, beräknas den befinna sig på ett avstånd på ca 850 ljusår (ca 259 parsek) från solen. Den rör sig bort från solen med en heliocentrisk radialhastighet på ca 25 km/s. Stjärnans position nära ekliptikan innebär att den är föremål för ockultationer med månen.

## Egenskaper
60 Cancri A är en orange till gul jättestjärna av spektralklass K5 III, som har förbrukat förrådet av väte i dess kärna och utvecklats bort från huvudserien. Den har en massa som är ca 1,4 solmassor, en radie som, enligt interferometrimätt vinkeldiametern och efter korrigering för randfördunkling, är ca 54 solradier och utsänder från dess fotosfär ca 670 gånger mera energi än solen vid en effektiv temperatur av ca 4 200 K.
60 Cancri är en misstänkt variabel stjärna av okänd typ.